# کاپا (هاوایی)
کاپا (به انگلیسی: Kapaa) یک منطقهٔ مسکونی در ایالات متحده آمریکا است که در شهرستان کائوآئی، هاوایی واقع شده‌است. کاپا ۲۵٫۹ کیلومتر مربع مساحت و ۱۰٬۶۹۹ نفر جمعیت دارد و ۶ متر بالاتر از سطح دریا واقع شده‌است.